# 빙기
빙기(氷期)는 빙하기 중에서 기후가 더 추워져 빙하가 확장되는 시기를 말한다. 반대로 빙기 사이의 기후가 온화한 시기는 간빙기라고 한다. 마지막 빙기는 대략 15,000년 전에 끝났다.

## 같이 보기
- 빙하기